# Antics municipis del pla de Barcelona

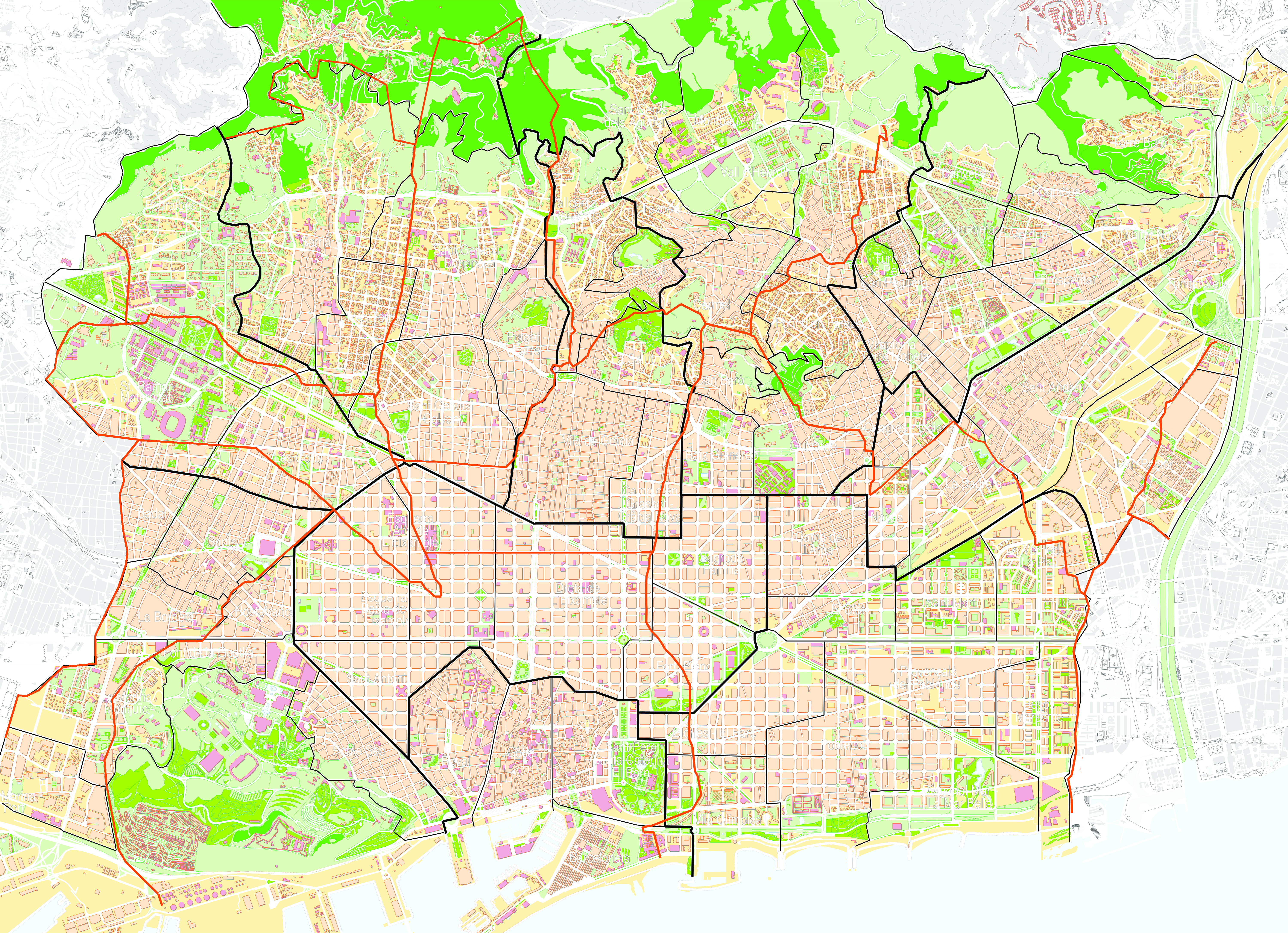
Límits dels antics municipis del Pla de Barcelona (1987) i actuals Districtes i Barris de l'Ajuntament de Barcelona.

El terme municipal de Barcelona és fruit de l'annexió al pas del segle xix al segle xx dels diferents municipis que hi havia antigament al pla de Barcelona.
Els decrets de Nova Planta del segle xviii eliminaren els òrgans de govern autòctons del pla de Barcelona, fonamentats en la representació dels diferents braços ciutadans al Consell de Cent, i foren substituïts per òrgans absolutistes de designació reial. Amb la Constitució de Cadis de 1812 es creen els ajuntaments com a òrgans de representació popular i amb ells els municipis.
En aquella època la ciutat de Barcelona era el que actualment es denomina Ciutat Vella. El seu terme també incloïa Montjuïc, el Poble-sec i la majoria del territori del posterior Eixample, però aquests eren terrenys pràcticament sense edificar. El 1839 una permuta amb el municipi de Santa Maria de Sants incorporà a Barcelona els terrenys propers a la Creu Coberta (actuals barris d'Hostafrancs i la Font de la Guatlla) a canvi d'uns terrenys de la Marina de Port.
Al llarg dels segles XIX i XX, Barcelona va anar annexionant la resta de municipis del pla de Barcelona. Amb substancials diferències, la configuració d'aquests antics municipis va servir per dissenyar els 10 districtes en què actualment està dividida.
| Nom del municipi         | Any creació | Annexió a | Any annexió | Actual districte de Barcelona | Observacions |
| ------------------------ | ----------- | --------- | ----------- | ----------------------------- | --- |
| Les Corts de Sarrià      | 1823 1836   | Barcelona | 1897        | Les Corts                     | - Segregació de Sarrià. - També incloïa part del territori de la Nova Esquerra de l'Eixample. - No incloïa Pedralbes (a l'antic municipi de Sarrià). - Límits amb Sants discutits. |
| Gràcia                   | 1850        |           | 1897        | Gràcia                        | - Segregat de Barcelona - També incloïa parts de l'Eixample i de Sant Gervasi - Galvany. - No incloïa ni el Coll ni Vallcarca i els Penitents (a l'antic municipi d'Horta). |
| Horta                    |             | Barcelona | 1904        | Horta-Guinardó                | - També incloïa el Coll, i Vallcarca i els Penitents (ara pertanyen a Gràcia). - No incloïa ni el Guinardó, ni el Baix Guinardó, ni Can Baró, ni la Font d'en Fargues (als antics municipis de Sant Martí de Provençals i Sant Andreu de Palomar).                                                             |
| Sant Andreu de Palomar   | 1716        | Barcelona | 1897        | Sant Andreu i Nou Barris      | - També incloïa part del Guinardó i de la Font d'en Fargues (ara pertanyen a Horta-Guinardó). - No incloïa la Sagrera ni Navas (a l'antic municipi de Sant Martí de Provençals). - El sector oriental del Bon Pastor i Baró de Viver pertanyien a Santa Coloma de Gramenet.                                    |
| Sant Gervasi de Cassoles | s. XVIII    | Barcelona | 1897        | Sarrià - Sant Gervasi         | - Incloïa Sant Gervasi - Galvany, Sant Gervasi - la Bonanova, el Putget i Farró i el Tibidabo. |
| Sant Martí de Provençals |             | Barcelona | 1897        | Sant Martí                    | - També incloïa Can Baró, el Baix Guinardó i la major part del Guinardó (ara pertanyen a Horta-Guinardó). - També incloïa la Sagrera i Navas (ara pertanyen a Sant Andreu). - També incloïa la Sagrada Família i la major part del Fort Pienc (ara pertanyen a l'Eixample).                                    |
| Santa Maria de Sants     |             | Barcelona | 1897        | Sants-Montjuïc                | - No incloïa ni Montjuïc ni el Poble-sec (al municipi de Barcelona). - El 1839, Hostafrancs i la Font de la Guatlla també foren cedits a Barcelona a canvi de parts de la Marina de Port. - La major part de la Zona Franca pertanyia al municipi de l'Hospitalet de Llobregat.                                |
| Sarrià                   |             | Barcelona | 1921        | Sarrià - Sant Gervasi         | - Incloïa Sarrià i les Tres Torres. - També incloïa la major part de Pedralbes (ara pertany a les Corts). - Fins a la seva segregació també incloïa el terme de les Corts de Sarrià. - El 1892 incorporà l'antic municipi de Vallvidrera. - El 1916 incorporà part de l'antic municipi de Santa Creu d'Olorda. |
| Vallvidrera              | 1716        | Sarrià    | 1892        | Sarrià - Sant Gervasi         | - Incloïa Vallvidrera i les Planes. - Esdevingué municipi propi després del decret de nova planta l'any 1716 - no es va anexionar a Sarrià fins dos anys després del seu acord |